# Premier League 2025/2026
Premier League 2025/2026 är den 34:e säsongen av Premier League, Englands högsta division i fotboll för herrar. Säsongen inleddes den 15 augusti 2025 och avslutas den 24 maj 2026.
Liverpool var regerande mästare efter att ha vunnit sin andra Premier League-titel. 

## Lag

### Arenor
| Lag                     | Ort             | Arena                       | Kapacitet |
| ----------------------- | --------------- | --------------------------- | --------- |
| Arsenal                 | London          | Emirates Stadium            | 60 704    |
| Aston Villa             | Birmingham      | Villa Park                  | 43 205    |
| Bournemouth             | Bournemouth     | Vitality Stadium            | 11 307    |
| Brentford               | Brentford       | Brentford Community Stadium | 17 250    |
| Brighton & Hove Albion  | Brighton & Hove | Falmer Stadium              | 31 876    |
| Burnley                 | Burnley         | Turf Moor                   | 21 990    |
| Chelsea                 | London          | Stamford Bridge             | 40 044    |
| Crystal Palace          | London          | Selhurst Park               | 25 194    |
| Everton                 | Liverpool       | Everton Stadium             | 52 796    |
| Fulham                  | London          | Craven Cottage              | 27 782    |
| Leeds United            | Leeds           | Elland Road                 | 37 645    |
| Liverpool               | Liverpool       | Anfield                     | 61 276    |
| Manchester City         | Manchester      | Etihad Stadium              | 52 900    |
| Manchester United       | Manchester      | Old Trafford                | 72 244    |
| Newcastle United        | Newcastle       | St James' Park              | 52 264    |
| Nottingham Forest       | Nottingham      | City Ground                 | 30 404    |
| Sunderland              | Sunderland      | Stadium of Light            | 48 095    |
| Tottenham Hotspur       | London          | Tottenham Hotspur Stadium   | 62 850    |
| West Ham United         | London          | Londons Olympiastadion      | 60 500    |
| Wolverhampton Wanderers | Wolverhampton   | Molineux Stadium            | 31 750    |

### Klubbinformation
| Lag                     | Tränare             | Kapten          | Ställtillverkare | Tröjsponsor         |
| ----------------------- | ------------------- | --------------- | ---------------- | ------------------- |
| Arsenal                 | Mikel Arteta        | Martin Ødegaard | Adidas           | Fly Emirates        |
| Aston Villa             | Unai Emery          | John McGinn     | Adidas           | Betano              |
| Bournemouth             | Andoni Iraola       | Adam Smith      | Umbro            | bj88                |
| Brentford               | Keith Andrews       | Nathan Collins  | Joma             | Hollywoodbets       |
| Brighton & Hove Albion  | Fabian Hürzeler     | Lewis Dunk      | Nike             | American Express    |
| Burnley                 | Scott Parker        | Josh Cullen     | Castore          | 96.com              |
| Chelsea                 | Enzo Maresca        | Reece James     | Nike             | TBA                 |
| Crystal Palace          | Oliver Glasner      | Marc Guéhi      | Macron           | NET88               |
| Everton                 | David Moyes         | Séamus Coleman  | Castore          | Stake.com           |
| Fulham                  | Marco Silva         | Tom Cairney     | Adidas           | SBOTOP              |
| Leeds United            | Daniel Farke        | Ethan Ampadu    | Adidas           | Red Bull            |
| Liverpool               | Arne Slot           | Virgil van Dijk | Adidas           | Standard Chartered  |
| Manchester City         | Pep Guardiola       | Bernardo Silva  | Puma             | Etihad Airways      |
| Manchester United       | Rúben Amorim        | Bruno Fernandes | Adidas           | Qualcomm Snapdragon |
| Newcastle United        | Eddie Howe          | Bruno Guimarães | Adidas           | Sela                |
| Nottingham Forest       | Nuno Espírito Santo | Ryan Yates      | Adidas           | Bally's             |
| Sunderland              | Régis Le Bris       | Granit Xhaka    | Hummel           | W88                 |
| Tottenham Hotspur       | Thomas Frank        | Cristian Romero | Nike             | AIA                 |
| West Ham United         | Graham Potter       | Jarrod Bowen    | Umbro            | Betway              |
| Wolverhampton Wanderers | Vítor Pereira       | Toti Gomes      | Sudu             | DEBET               |

### Tränarförändringar
| Lag               | Dåvarande tränare | Anledning till förändring         | Datum        | Ligaposition | Ny tränare    | Anställningsdatum |
| ----------------- | ----------------- | --------------------------------- | ------------ | ------------ | ------------- | ----------------- |
| Tottenham Hotspur | Ange Postecoglou  | Avskedad                          | 9 juni 2025  | Försäsong    | Thomas Frank  | 12 juni 2025      |
| Brentford         | Thomas Frank      | Kontrakterad av Tottenham Hotspur | 12 juni 2025 | Försäsong    | Keith Andrews | 27 juni 2025      |

## Tabeller

### Poängtabell
Mall:Poängtabell för Premier League 2025/2026

### Resultattabell
Mall:Resultattabell för Premier League 2025/2026

## Säsongsstatistik

### Skytteliga
| Rank | Spelare | Klubb | Mål |
| ---- | ------- | ----- | --- |

### Assistliga
| Rank | Spelare | Klubb | Assist |
| ---- | ------- | ----- | ------ |

### Hat-tricks
| Spelare | För | Mot | Resultat | Datum |
| ------- | --- | --- | -------- | ----- |

Noter
(H) – Hemma 
(B) – Borta

### Hållna nollor
| Rank | Spelare | Klubb | Hållna nollor |
| ---- | ------- | ----- | ------------- |

### Räddningar
| Rank | Spelare | Klubb | Räddningar |
| ---- | ------- | ----- | ---------- |

### Passningar

#### Spelare
| Rank | Spelare | Klubb | Passningar |
| ---- | ------- | ----- | ---------- |

#### Klubb
| Rank | Klubb | Passningar |
| ---- | ----- | ---------- |

### Disciplin

#### Spelare
- Flest gula kort: 0[29]

- Flest röda kort: 0[30]

#### Klubb
- Flest gula kort: 0[31]

- Flest röda kort: 0[32]